# Gefecht von Piva Forks
Amerikanische Phase

1943

Treasury-Inseln –
Choiseul –
Torokina I –
Kaiserin-Augusta-Bucht –
Koromokina-Lagune –
Piva Trail –
Coconut Grove –
Piva Forks –
Kap St. George –
Koiari –

Hellzapoppin Ridge/Hügel 600A 

1944

Green Islands 

Torokina II 

Australische Phase

Pearl Ridge 

1945

Tsimba Ridge –
Slater’s Knoll –
Hongorai –
Porton Plantage –
Ratsua
Das Gefecht von Piva Forks, auch Gefecht am Numa-Numa-Trail genannt, fand auf der Insel Bougainville im Südpazifik während der Bougainville-Kampagne im Pazifikkrieg zwischen den USA und dem Japanischen Kaiserreichstatt. Zwischen dem 18. und dem 25. November 1943 erweiterten die US-Streitkräfte ihren Brückenkopf, den sie nach der Landung am Kap Torokina auf der Westseite der Insel errichtet hatten.
Als Antwort auf den amerikanischen Vormarsch hatten die japanischen Streitkräfte Straßensperren an den Vormarschachsen errichtet. Die US-Streitkräfte rückten am Piva-Fluss, der sich kurz davor in einen Ost- und einen Westlauf geteilt hatte, bis in die Nähe des Numa-Numa-Trails und des East-West-Trails vor und fanden die Wege gesperrt. Sie versuchten, die Hindernisse mit Gewalt zu beseitigen und griffen an. Nachdem der erste US-Angriff von den japanischen Streitkräften abgewehrt worden war, griffen jetzt die Japaner an, wurden aber ebenfalls abgewehrt und die US-Marines konnten ihren Vormarsch sowohl am Westarm als auch am Ostarm des Piva-Flusses fortsetzen. Bis zum 26. November waren nach der Eroberung eines Hügels mit Blick auf den East-West-Trail durch US-Streitkräfte die Kämpfe eingeschlafen und war damit auch ein vorübergehendes Ende der japanischen Versuche, den US-Brückenkopf um Torokina zu eliminieren.

## Hintergrund

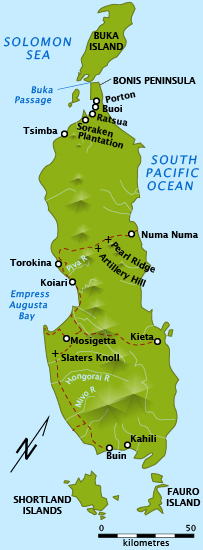
Bougainville 1943

Am 1. November 1943 landete die 3. Marinedivision unter Generalmajor Allen H. Turnage am Kap Torokina in der Nähe der Kaiserin-Augusta-Bucht an der Westküste von Bougainville. Die Landungen wurden als Teil der Bemühungen der Alliierten unternommen, die japanische Hauptbasis um Rabaul durch die Operation Cartwheel zu isolieren. Auf Bougainville war die 17. japanische Armee unter Generalleutnant Hyakutake Seikichi, die zu General Imamura Hitoshi's 8. Regionalarmee, die in Rabaul stationiert war, gehörte. Die 6. japanische Division unter Generalleutnant Kanda Masatane war die Einheit, gegen die die US Marines hauptsächlich kämpften.
Nach der US-Landung wurde eine Gegenlandung von japanischen Truppen mit dem Gefecht an der Koromokina-Lagune abgewehrt und auch ein Angriff über Land wurde am Piva Trail zurückgeschlagen. Danach wurde der Brückenkopf von den Marines langsam vergrößert und die Arbeit an mehreren Flugfeldern begann. Von dort aus sollten Luftschläge gegen Rabaul gestartet werden. Nach dem Gefecht am Coconut Grove am 13. und 14. November 1943 hatten amerikanische Patrouillen sporadisch Kontakt mit japanischen Streitkräften. Dokumente, die bei einem japanischen Offizier gefunden wurden, der in einem Hinterhalt getötet wurde, lieferten den US-Streitkräften Einzelheiten die Dispositionen der japanischen Streitkräfte in der Region und zeigten, dass Straßensperren von Soldaten des japanischen 23. Infanterieregimentes sowohl den Numa-Numa-Trail als auch den East-West-Trail blockierten. General Roy Geiger, Kommandant des I. Marine Amphibious Corps plante eine Erweiterung des Brückenkopfes um Torokina bis zu einer neuen Verteidigungslinie mit der Bezeichnung 'Easy' weiter landeinwärts. Geiger plante, die Linie bis zum 20. November 1943 zu erreichen. Am 18. November entdeckten US-Patrouillen eine japanische Straßensperre auf dem Numa-Numa-Trail etwa 900 m vor dem Brückenkopf, während eine andere Patrouille eine Straßensperre auf halbem Weg zwischen den beiden Armen des Piva-Flusses am East-West-Trail vorfand.
Die US-amerikanischen Truppen bereiteten sich darauf vor, diese Straßensperren zu beseitigen, da sie ihnen bei der Erreichung der Verteidigungsstellung 'Easy' im Weg waren. Das 3. Marine Raider Bataillon wurde dem 3. Marine Regiment zugeordnet um die Straßensperre am East-West-Trail anzugreifen, während das 3. Bataillon des 3. Marine-Regiments die Sperre am Numa-Numa-Trail beseitigen sollte.

## Das Gefecht
Am 19. November ging das 3. Bataillon des 3. Marineregiments – begleitet von leichten Panzern – vor dem 129. Infanterieregiment in Stellung. Dem Angriff ging eine Artillerievorbereitung des 12. Marineregiments voraus und die japanischen Verteidiger wurden zurückgedrängt. Sechzehn tote Japaner wurden gefunden und etwa 100 Schützenlöcher gezählt. Daraus schlossen die Amerikaner, dass mindestens eine Kompanie dort in Stellung gewesen war. Danach errichteten die Amerikaner eine Verteidigungsstellung an der Kreuzung vom Numa-Numa-Trail und dem Fluss Piva um sich gegen einen möglichen japanischen Gegenangriff zu verteidigen. Zwei Marine Bataillone verstärkten die Stellungen am Numa-Numa-Trail und ein weiteres Bataillon ging hinter der Verteidigungslinie in Stellung und geriet unter sporadisches Feuer von 90-mm-Mörsern.

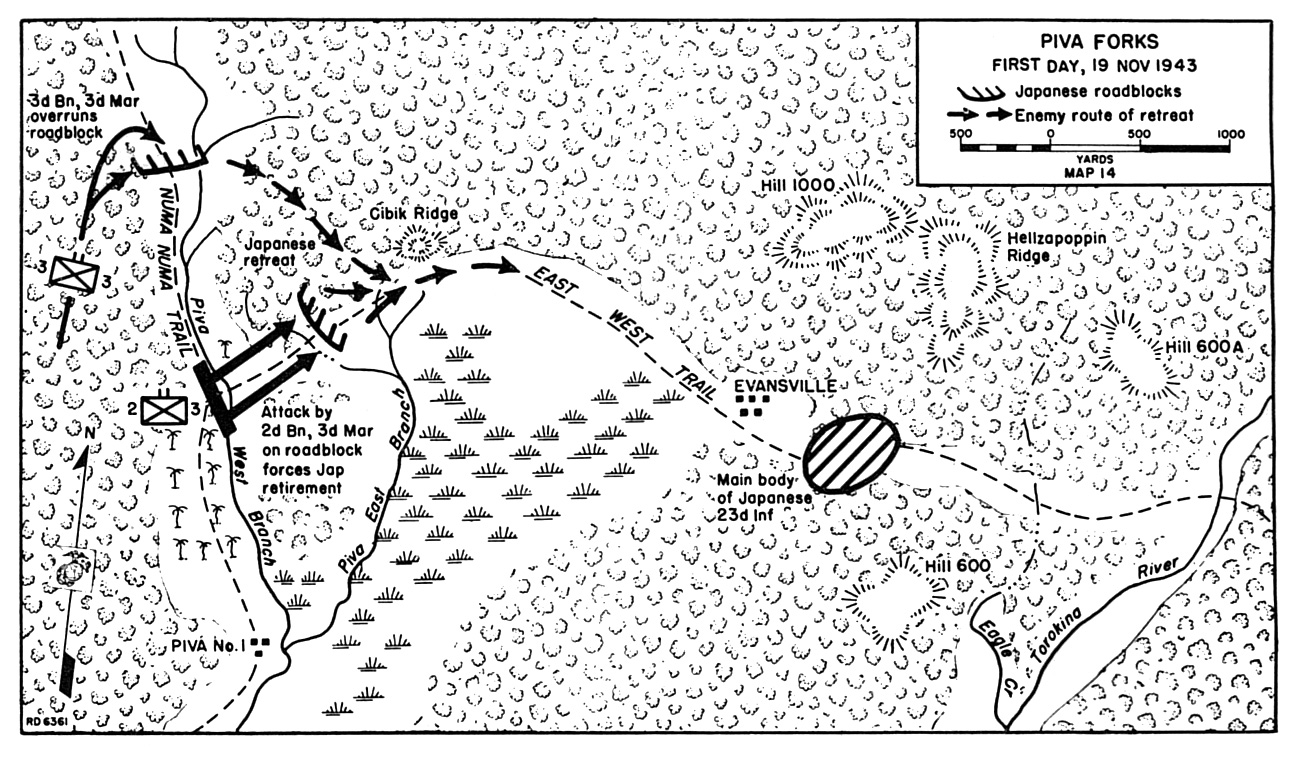
Das Gefecht von Piva Forks, 19. November 1943

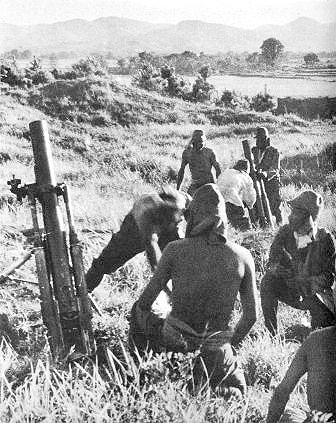
Japanische Soldaten mit einem 90-mm-Mörser

Am Morgen des 20. November griffen die japanische Truppen an und versuchten, die Positionen der Marines entlang des Numa-Numa-Trails zu an den Flügeln zu umgehen. Der Angriff wurde abgewehrt aber die Angreifer blieben in der Nähe und Scharfschützen und Mörser nahmen die Marines unter Feuer. Die Marines rückten mit Unterstützung von leichten Panzern auf die beiden Gabelungen des Flusses Piva vor, um diese Bedrohung zu beseitigen. Bei dem Nahkampf auf dem Pfad wurden zwei der Panzer außer Gefecht gesetzt. Als die Front sich ausdehnte, wurde das 3. Marine Raider Bataillon in die Lücke zwischen dem 129. Infanterieregiment und dem 3. Marine Regiment geschoben.
Das 2. Marine Raider Bataillon rückte über die westliche Gabelung des Piva Flusses vor, um die japanischen Stellungen zwischen den Gabelungen des Flusses einzunehmen. Sie rückten mit Hilfe einer schnell errichteten hölzernen Brücke über den Fluss vor. Auf dem Vormarsch wurden sie von Scharfschützen und von einigen MG Nestern beschossen, fanden aber die japanischen Stellungen verlassen und mit Sprengfallen versehen vor. Das Bataillon ging zu beiden des East-West-Trails und zwischen den beiden Flussgabeln in Stellung. Das 21. Marineregiment nahm dann eine Sperrposition hinter dem 3. Marineregiment ein.
Am späten Nachmittag des 20. November 1943 besetzte ein Platoon (ca. 40 Mann + 1 Offizier) nach einem steilen Aufstieg einen etwa 120 m hohen Hügelrücken, von dem aus man die gesamte Umgebung der Kaiserin-Augusta-Bucht überblicken konnte und der den East-West-Trail und den Bereich der Flussgabelung beherrschte. Als sie kurz vor Sonnenuntergang den Gipfel erreichten, machten sie sich daran, Verteidigungspositionen zu errichten, wobei Maschinengewehre entlang wahrscheinlicher Angriffsrouten aufgestellt wurden.
Am nächsten Morgen stellte sich heraus, dass der Hügel auch von den japanischen Truppen als Beobachtungspunkt genutzt wurde, nachts allerdings geräumt wurde. Die Amerikaner schossen auf die sich nähernden japanischen Soldaten, die sich daraufhin zurückzogen. Im Laufe des Tages griffen japanische Truppen wiederholt den Hügel an, um ihn zurückzuerobern. Die inzwischen durch weitere Maschinengewehre und Mörser verstärkten Marines konnten die Angriffe abwehren und die Stellung halten. Der Hügelrücken bekam daraufhin den Namen 'Cibik Ridge' nach dem Kommandeur des Platoons, Lieutenant Steve J. Cibik.
Die von General Geiger geplante Expansion des Brückenkopfes bis zur inländischen Verteidigungslinie 'Easy' begann am 21. November um 7:30 früh. Das 21. Marine Regiment rückte langsam vor, überquerte den Piva Fluss ohne Probleme und am frühen Nachmittag hatten die Marines die geplanten Positionen erreicht. An der linken Flanke wurde ein Platoon von einer starken japanischen Patrouille angegriffen, konnte sich aber verteidigen und die Angreifer zurückschlagen.
Die japanischen Kräfte verteidigten sich verbissen gegen die angreifenden Marines des 3. Regiments, aber trotzdem gelang es den Amerikanern den Piva Fluss überqueren und auf eine kleine Anhöhe vorzurücken, wo sie dann unter starkes japanisches Feuer gerieten und die japanischen Truppen ihre Stellungen halten konnten, bis ein starker Angriff sie zurückwarf. Allerdings nahmen sie die Amerikaner unter heftiges Mörserfeuer, so dass die US-Truppen in den alten japanischen Schützenlöchern Deckung suchen mussten. Trotz ihrer Verluste konnten sich die Marines jedoch halten.
Die starke japanische Stellung bestand aus etwa 20 Pillboxen zu beiden Seiten des East-West-Trails nahe der östlichen Gabelung des Piva Flusses. Die Marines griffen die Straßensperre an, konnten nach heftigen Nahkämpfen die erste Reihe von Bunkern durchbrechen, kamen aber dann nicht weiter voran. Japanische Kräfte konnten Flankenangriffe, die zur Entlastung gestartet worden waren, erfolgreich abwehren. Die Marines zogen sich zurück, als die japanischen Stellungen genauer erkannt worden waren und mit Hilfe von Artillerie konnten die japanischen Befestigungen zerstört werden. Obwohl die japanischen Truppen versuchten, in Kontakt zu bleiben, gelang der Rückzug der Marines. Sie konnten auch einen japanischen Zangenangriff am East-West-Trail in Nahkämpfen mit Maschinengewehren abwehren.

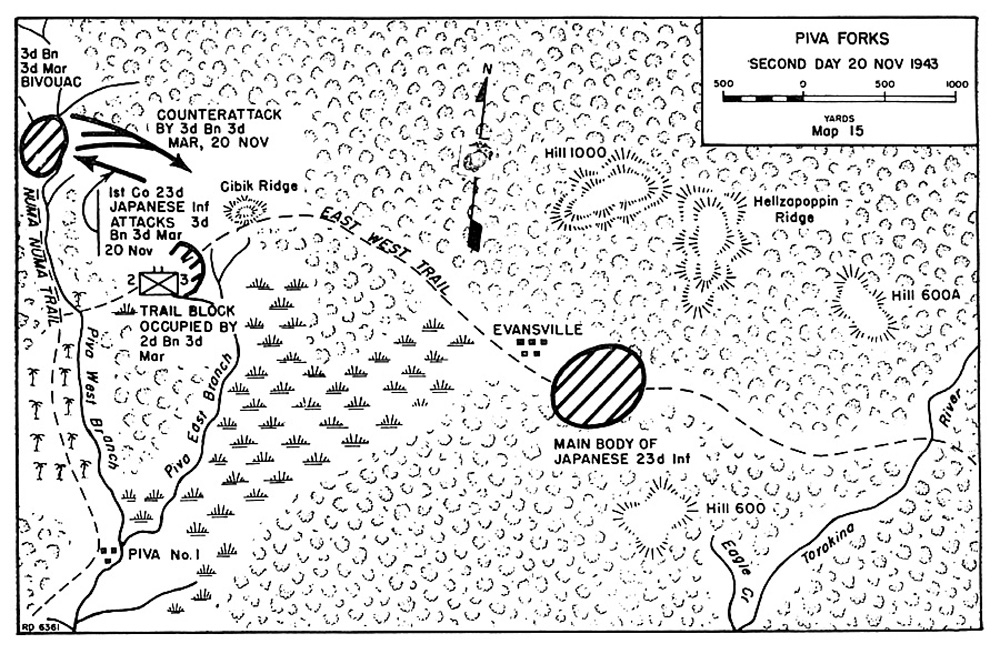
Das Gefecht von Piva Forks, 20. November 1943

Die Truppen des 23. japanischen Regiments waren tief in ihren Stellungen eingegraben und deshalb stoppten die US Marines auch ihren Vormarsch, als sie etwa 1 km weit östlich des Piva Flusses vorgedrungen waren. Auch die US Infanterie vom 129. Regiment rückte ca. 1.000 m ungehindert vor, bis sie vor den japanischen Stellungen war. Die Amerikaner machten Pläne für den Angriff auf die Stellungen, über die sie durch die gefundenen Dokumente gut informiert waren. Die japanischen Stellungen waren nach Süden ausgerichtet und die Amerikaner planten einen Angriff von West nach Ost und trafen Vorbereitungen für die Durchführung am 24. November. Als Bewaffnung und Ausrüstung in Positionen hinter das 3. Marine Regiment in Frontnähe gebracht werden sollten, wurden die Straßen von Seabees verlängert, die sie so nah wie möglich an die Gabelungen des Piva-Flusses heranführten. Obwohl Scharfschützen und Mörser sie unter Feuer nahmen, errichteten sie Brücken über den Piva-Fluss. Große Mengen an Munition, Rationen und medizinischen Hilfsgütern wurden an die Front geschickt und Verwundete zur Erstversorgung zu einem Feldlazarett am Anfang der Straße gebracht.
Am 22. November gruppierten sich die US-Truppen wegen des bevorstehenden Angriffs um und am folgenden Tag rückten Artilleriebeobachter des 12. Marine-Regiments wegen der guten Beobachtungsmöglichkeiten auf den 'Cibik Ridge'. Da die US-Artillerie und die Mörser im Bereich vor ihren Stellungen positioniert waren, verwendeten die Marines in den Frontlinien farbige Rauchgranaten, um ihre Positionen zu markieren. Die Japaner verwendeten dieselben Farben, um US-Stellungen zu markieren, und die japanische Artillerie konnte mit mehreren Salven die vorderen Stellungen der Amerikaner beschießen. Japanische Geschütze mit großer Reichweite beschossen auch den Flugplatz Torokina und eine Reihe von LSTs, die in der Nähe von Kap Torokina entladen wurden. Als Reaktion darauf koordinierten die vorgeschobenen Artilleriebeobachter der Marines Feuerschläge gegen mehrere Stellungen, von denen sie glaubten, dass sich die japanischen Kanonen dort befinden könnten. Immerhin endete kurz darauf das Feuer. Trotzdem beunruhigte das japanische Artilleriefeuer die US-Kommandanten, die bereits besorgt waren über Berichte, dass die Stärke der japanischen Streitkräfte, die das Gebiet um das Dorf Kogubikopai-ai verteidigten, zwischen 1.200 und 1.500 Mann lag.
Am 24. November um 08:35 Uhr früh wurden die japanischen Stellungen für etwa eine halbe Stunde von der amerikanischen Artillerie unter Feuer genommen. Mehr als 5.600 Granaten von 75 mm und 105 mm Haubitzen wurden auf die japanischen Stellungen gefeuert, darunter auch Rauchgranaten, um der japanischen Artillerie die Sicht zu nehmen. Zwei Bataillone der Marines rückten vor, um den Angriff durchzuführen. Panzer, die zur Unterstützung vorgesehen waren rückten ebenfalls in ihre Positionen. Kurz vor 9:00 Uhr morgens wurden die japanischen Stellungen von frontnah aufgestellten Mörsern unter Feuer genommen. Wenige Momente bevor der Angriff starten sollte, schlug japanisches Sperrfeuer in die Reihen der Marines und in die Aufmarschstellungen der Unterstützungstruppen. Durch das extrem akkurate Feuer musste der Angriff zunächst abgeblasen werden. Die japanischen Artilleriestellungen konnten allerdings durch die vorgeschobenen Beobachter auf dem Hügelrücken ausgemacht werden. Sie befand sich in einem Kokonusswäldchen einige tausend Meter vom Piva Fluss entfernt. Feuer von amerikanischen 155 mm Haubitzbatterien brachte die japanische Artillerie zum Schweigen. Noch während des Artillerieduells rückten die beiden Marine Bataillone durch die völlig zerstörten japanischen Stellungen vor, ohne auf Widerstand zu treffen. Bald darauf allerdings eröffneten die überlebenden japanischen Soldaten das Feuer, japanisches Artilleriefeuer schlug in die Front der vorrückenden Marines, zusammen mit äußerst präzisem 90 mm Mörserfeuer. Es traf die angreifenden Kompanien und verursachte erhebliche Verluste. Das 2. Bataillon, 3. Marineregiment, verlor 70 Mann, bei einem Vormarsch von nur 230 m.

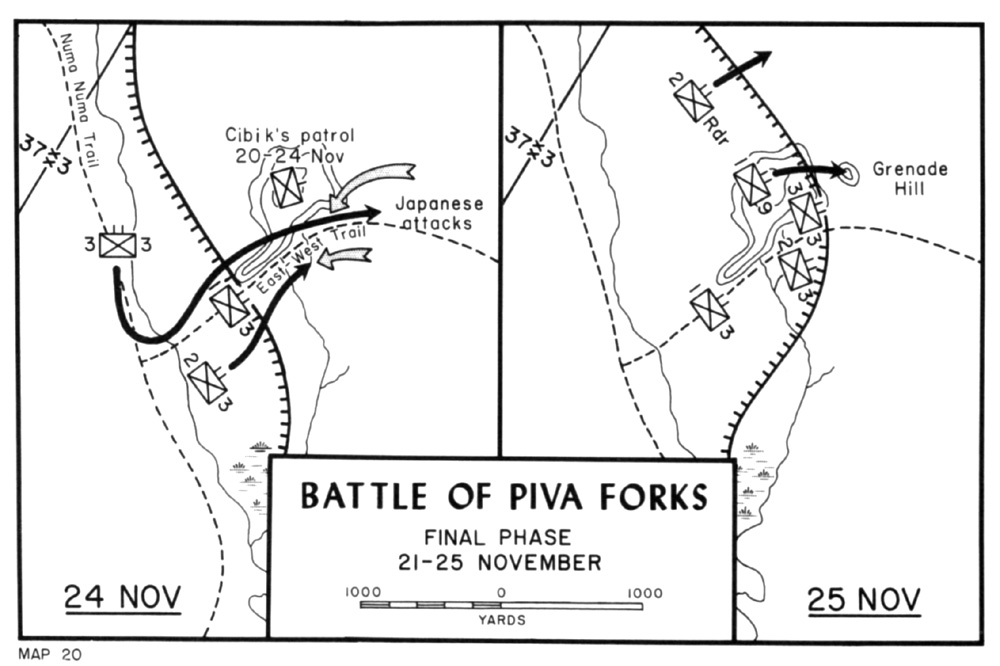
Das Gefecht von Piva Forks in der Endphase

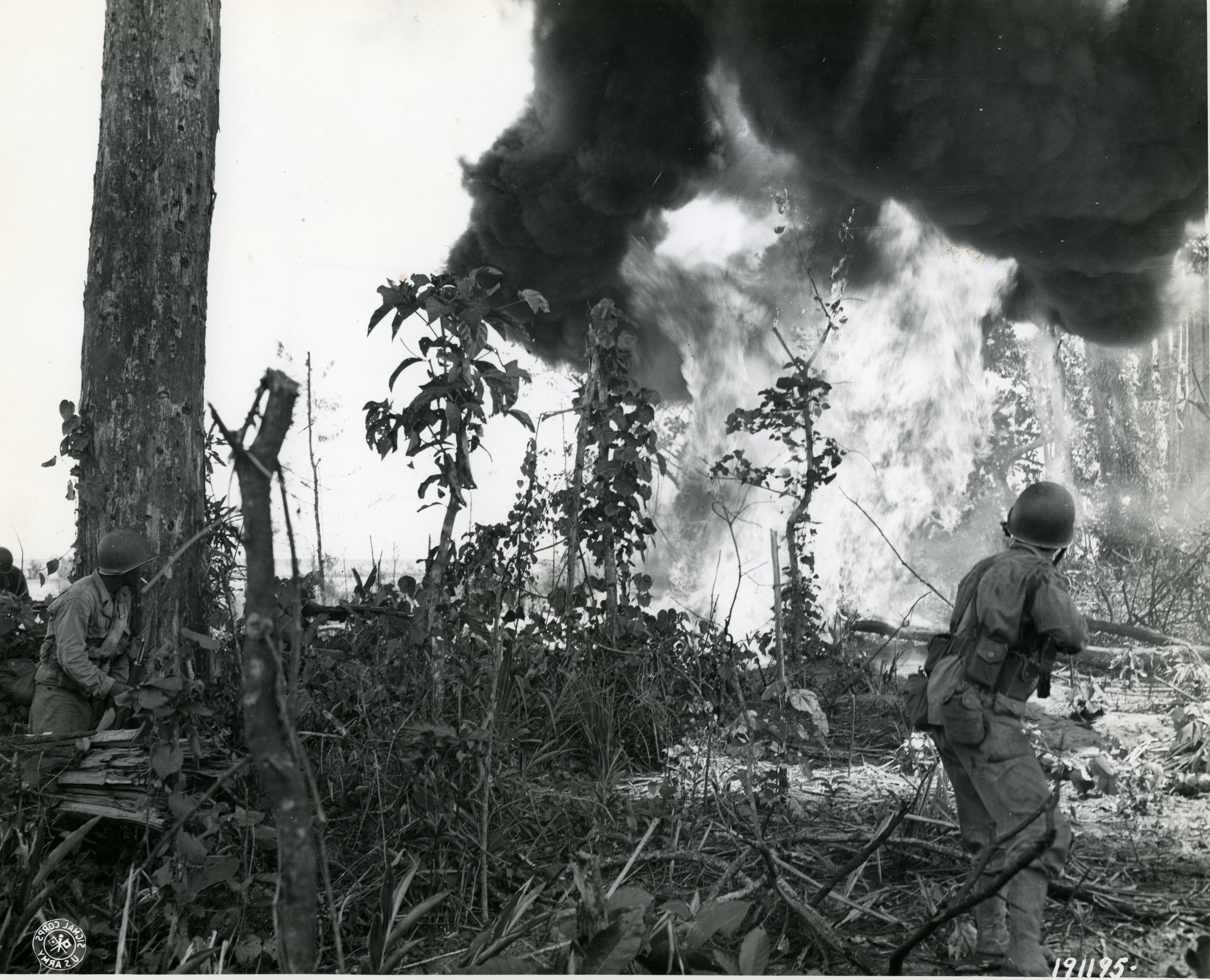
Ein Flammenwerfer der US-Streitkräfte im Einsatz

Während des weiteren Vorgehens waren die Marines gezwungen, acht Mal den Piva Fluss zu überqueren, weil er im Zickzack über ihre Vormarschachse floss. An jeder Biegung des Stroms hatten die japanischen Verteidiger eine Reihe von Bunkern errichtet und bevor die Amerikaner weiter vorrücken konnten, mussten sie jeden von ihnen ausschalten. Dafür setzten sie Flammenwerfer ein, die von Pionieren der Angriffskompanien getragen wurden. Die Japaner konzentrierten ihr Feuer auf die Pioniere und fügten ihnen schwere Verluste zu, als sie versuchten, nahe genug heranzukommen, um die Bunker mit ihren Flammenwerfern zu erreichen.
Die US-Truppen, die nördlich vom East-West-Trail angriffen, trafen auf geringeren Widerstand und konnten leichter und ohne Unterbrechungen vorrücken. Auf japanischer Seite gab es nur wenige Überlebende der Artillerievorbereitung und erst, nachdem die Marines bereits etwa 500 m vorgerückt waren, traf sie ein hastig organisierter Gegenangriff, der abgewehrt werden konnte und in einem heftigen Nahkampf, bei dem fast um jeden einzelnen Baum gekämpft wurde, wurden die japanischen Kräfte nahezu aufgerieben. Um 12 Uhr mittags waren die amerikanischen Anfangsziele erreicht und der Angriff wurde vorübergehend gestoppt, um die Truppen zu reorganisieren und den Kontakt zwischen den Gruppen wieder herzustellen. Auch auf japanischer Seite wurden die Kräfte reorganisiert und zur Verteidigung neu aufgestellt. Der Angriff der US Marines ging weiter, um die finalen Ziele etwa einen halben Kilometer entfernt zu erreichen. Vor den angreifenden Marines lief eine Feuerwalze von Artillerie und 81-mm-Mörsern. Trotz des Artilleriebeschusses antworteten die japanischen Truppen mit eigenem Mörserfeuer. Trotzdem wurde der Infanterieangriff fortgesetzt. Japanische Truppen feuerten mit Maschinengewehren und Gewehren von einer erhöhten Stellung neben dem sumpfigen Gebiet, durch das die Marines vorrückten und in knietiefem Schlamm Deckung suchen mussten. Nach dem Eintreffen von Verstärkungen konnten die japanischen Soldaten von der Anhöhe vertrieben werden und die Marines errichteten Verteidigungsstellungen und warteten, bis die Truppen südlich des East-West-Trails an ihrer rechten Flanke in Stellung gingen.
Auch auf der Südseite des East-West-Trails verteidigten sich die japanischen Truppen, nachdem sie verstärkt worden waren, zäh und erst, als die Marines mit 60 mm und 81 mm Mörsern die japanischen Stellungen unter starkes Feuer nahmen, ging die Initiative auf die Amerikaner über und sie konnten weiter vorrücken. Obwohl die japanischen Infanteristen sich hartnäckig wehrten, konnten die Marines vordringen und eine Verteidigungsstellung für die Nacht errichten. Auch hinter der amerikanischen Frontlinie gab es in der Nacht noch sporadische Kämpfe. Japanische Soldaten, die beim Vormarsch überrannt worden und unentdeckt geblieben waren, griffen die Versorgungslinien der Marines an und lauerten Trupps auf, die Munition an die Front brachten oder Verwundete in die frontnahen Lazarette in der Etappe.

## Nachwirkungen
Der Vormarsch bis zur Verteidigungsstellung 'Easy' war erfolgreich beendet worden. Am 25. November wurden das 3. Regiment der Marines vom 9. Regiment abgelöst. Dieses setzte den Vormarsch fort und nach heftigem Kampf um eine Anhöhe, die von den Amerikanern 'Grenade Hill' genannt wurde und am 26. November von ihnen genommen wurde, endeten die Gefechte bei Piva Forks. Mit dem Abschluss der Kämpfe bei Piva Forks hatten die US-Streitkräfte die Kontrolle über die wesentlichen Gebiete und die Höhen westlich vom Torokina Fluss. Das schränkte für die japanischen Truppen die Möglichkeiten ein, den Brückenkopf der Amerikaner anzugreifen. Gleichwohl gab es auf Bougainville noch größere Gefechte bei Koiari, Hellzapoppin Ridge und Hill 600A. Es dauerte bis zum März 1944, als ein starker japanischer Angriff durch die 6. verstärkt durch die 17. Japanische Division mit ca. 15.000 Mann, den US-amerikanischen Brückenkopf nördlich und westlich von Buin und Numa-Numa traf.